# Long Point (hrabstwo Pictou)
Long Point – przylądek (point) w kanadyjskiej prowincji Nowa Szkocja, w hrabstwie Pictou (45°45′54″N, 63°05′57″W), wysunięty w zatokę Amet Sound, na jej południowym brzegu; nazwa urzędowo zatwierdzona 6 maja 1947.